# Ulrike Schmidt (Politikerin)
Ulrike Schmidt (* 21. April 1973 in Preetz) ist eine parteilose deutsche Politikerin. Seit dem 1. Juni 2020 ist sie Bürgermeisterin der Gemeinde Henstedt-Ulzburg in Schleswig-Holstein.

## Leben
Schmidt machte 1992 die Allgemeine Hochschulreife am Friedrich-Schiller-Gymnasium in Preetz. Anschließend wohnte sie in Irland und arbeitete zwei Jahre ehrenamtlich mit geistig behinderten Kindern und Jugendlichen. Ab 1994 studierte sie Romanistik und Anglistik an den Universitäten Kiel, Paris-Nanterre und Trier; 2002 schloss sie das Studium mit dem Grad Magistra Artium ab. In Trier arbeitete sie zwei Jahre als Mitarbeiterin für technische Übersetzungen bei der RasaTec GmbH, anschließend rund ein Jahr bis August 2004 als redaktionelle Mitarbeiterin bei den Kultur- und Rundfunkanstalten in Kiel. 2005 erwarb sie den M.A. in Konfliktlösung an der University of Bradford.
In direktem Anschluss arbeitete Schmidt als wissenschaftliche Mitarbeiterin und Projektmanagerin Südosteuropa am Europäischen Zentrum für Minderheitenfragen in Flensburg. Zum Jahreswechsel 2008/09 wechselte sie zur Organisation für Sicherheit und Zusammenarbeit in Europa OSZE, wo sie als Teil der OSZE-Mission in Skopje das Regionalbüro Tetovo in Nordmazedonien leitete, den Aufbau kommunaler Verwaltungen im ehemaligen Jugoslawien (u. a. im Kosovo) begleitete und Gleichstellungsfragen einband.

## Bürgermeisterwahl
Im Oktober 2019 wurde sie von der örtlichen SPD-Fraktion zur Bürgermeisterwahl in Henstedt-Ulzburg am 1. März 2020 als Gegenkandidatin zu Amtsinhaber Stefan Bauer aufgestellt, im Wahlkampf setzte sie insbesondere auf Hausbesuche. Im Dezember reichte sie ihre Bewerbung ein. Bei der Wahl setzte sie sich im ersten Wahlgang mit 53,2 % gegen den CDU-Politiker Holger Diehr sowie die unabhängigen Kandidaten Valentin Deck und Sascha Klupp durch. Ihr Amt trat sie am 1. Juni 2020 an, die Wahlperiode dauert acht Jahre. Vereidigt wurde sie bereits am 19. Mai.
Als Wahlziele nannte sie unter anderem: „bezahlbarer Wohnraum und innovative Wohnkonzepte; nachhaltige Wirtschaftspolitik mit Investitionen in die Infrastruktur des Ortskerns und Ansiedlung möglichst emissionsarmer Betriebe; einen Ausbau der Radwege und des ÖPNV inklusive Verlängerung der S 21 bis Kaltenkirchen und der U 1 bis Ulzburg-Süd; die Schaffung kultureller Anziehungspunkte rund um Rathaus und Marktplatz.“

## Privates
Schmidt spricht fließend deutsch, englisch, französisch und spanisch. Sie besitzt Zertifikate in Mediation, Verhandlungsleitung und Dialogherstellung. Zu ihren Leidenschaften gehören Kunst und Fotografie, Laufen und Rudern sowie französische Literatur. Ihr Bruder Oliver Schmidt-Gutzat ist Bürgermeister in Heide. Nach ihrer Wahl zog sie mit ihrem nordmazedonischen Lebensgefährten von Eutin nach Henstedt-Ulzburg. Sie hat keine Kinder.